# Shanna wuyishanensis
Shanna wuyishanensis là một loài bọ cánh cứng trong họ Byrrhidae. Loài này được Pütz miêu tả khoa học năm 2007.